# Sérignac-sur-Garonne
 Sérignac-sur-Garonne  es una población y comuna francesa, en la región de Aquitania, departamento de Lot y Garona, en el distrito de Agen y cantón de Laplume.

## Demografía
| 684 | 672 | 752 | 768 | 822 | 868 |
| Para los censos de 1962 a 1999 la población legal corresponde a la población sin duplicidades (Fuente: INSEE [Consultar]) |     |     |     |     |     |